# Lista planetelor minore: 275001–276000
Aceasta este lista planetelor minore cu numerele 275001–276000.

## 275001–275100
| Denumire | Denumire provizorie | Data descoperirii  | Locul descoperirii | Descoperitor(i)     |
| -------- | ------------------- | ------------------ | ------------------ | ------------------- |
| 275001 – | 2009 TZ29           | 15 octombrie 2009  | Catalina           | CSS                 |
| 275002 – | 2009 TK34           | 11 octombrie 2009  | La Sagra           | OAM                 |
| 275007 – | 2009 TW40           | 13 octombrie 2009  | Bergisch Gladbach  | W. Bickel           |
| 275009 – | 2009 UC3            | 17 octombrie 2009  | Črni Vrh           | Črni Vrh            |
| 275010 – | 2009 UO4            | 18 octombrie 2009  | Bisei SG Center    | BATTeRS             |
| 275012 – | 2009 UC7            | 2 decembrie 1994*  | Kitt Peak          | Spacewatch          |
| 275013 – | 2009 UM7            | 16 octombrie 2009  | Mount Lemmon       | Mount Lemmon Survey |
| 275029 – | 2009 UB37           | 21 noiembrie 2004* | Campo Imperatore   | CINEOS              |
| 275051 – | 2009 UA93           | 25 octombrie 2009  | Tiki               | N. Teamo            |
| 275082 – | 2009 UW151          | 16 octombrie 2009  | Socorro            | LINEAR              |

## 275101–275200
| Denumire               | Denumire provizorie | Data descoperirii | Locul descoperirii | Descoperitor(i) |
| ---------------------- | ------------------- | ----------------- | ------------------ | --------------- |
| 275104 –               | 2009 VF42           | 11 noiembrie 2009 | Mayhill            | Mayhill         |
| 275105 –               | 2009 VM42           | 14 noiembrie 2009 | Nazaret            | G. Muler        |
| 275106 Sarahdubeyjames | 2009 VP42           | 14 noiembrie 2009 | Mayhill            | N. Falla        |
| 275109 –               | 2009 VM44           | 14 noiembrie 2009 | Mayhill            | A. Lowe         |
| 275111 –               | 2009 VN45           | 15 noiembrie 2009 | Kachina            | J. Hobart       |

## 275201–275300
| Denumire         | Denumire provizorie | Data descoperirii  | Locul descoperirii | Descoperitor(i)        |
| ---------------- | ------------------- | ------------------ | ------------------ | ---------------------- |
| 275212 –         | 2009 WH179          | 16 aprilie 2001*   | Anderson Mesa      | LONEOS                 |
| 275214 –         | 2009 WY183          | 23 noiembrie 2009  | Purple Mountain    | PMO NEO Survey Program |
| 275215 –         | 2009 WL184          | 23 noiembrie 2009  | Zelenchukskaya     | T. V. Kryachko         |
| 275225 –         | 2009 WO215          | 20 noiembrie 2009  | Andrushivka        | Andrushivka            |
| 275227 –         | 2009 WL217          | 18 noiembrie 2009  | La Silla           | La Silla               |
| 275230 –         | 2009 WL236          | 15 octombrie 2002* | Palomar            | NEAT                   |
| 275239 –         | 2009 XH             | 6 decembrie 2009   | Pla D'Arguines     | R. Ferrando            |
| 275245 –         | 2009 XW6            | 11 decembrie 2009  | Dauban             | F. Kugel               |
| 275264 Krisztike | 2010 AB4            | 9 ianuarie 2010    | Mayhill            | S. Kürti               |
| 275277 –         | 2010 AT89           | 8 ianuarie 2010    | WISE               | WISE                   |
| 275279 –         | 2010 AM107          | 31 decembrie 2000* | Haleakala          | NEAT                   |
| 275299 –         | 2010 OH111          | 31 octombrie 2005* | Mauna Kea          | A. Boattini            |

## 275301–275400
| Denumire | Denumire provizorie | Data descoperirii   | Locul descoperirii | Descoperitor(i) |
| -------- | ------------------- | ------------------- | ------------------ | --------------- |
| 275312 – | 2010 TE142          | 25 ianuarie 2001*   | Lime Creek         | R. Linderholm   |
| 275315 – | 2010 TE174          | 20 septembrie 2001* | Apache Point       | SDSS            |
| 275355 – | 2011 AQ28           | 12 ianuarie 2004*   | Nogales            | Tenagra II      |
| 275375 – | 2011 AM61           | 20 martie 2001*     | Kanab              | E. E. Sheridan  |
| 275385 – | 2011 AV74           | 26 martie 2006*     | Siding Spring      | SSS             |

## 275401–275500
| Denumire | Denumire provizorie | Data descoperirii  | Locul descoperirii | Descoperitor(i)                                     |
| -------- | ------------------- | ------------------ | ------------------ | --------------------------------------------------- |
| 275402 – | 2011 BR40           | 23 mai 2001*       | Cerro Tololo       | M. W. Buie                                          |
| 275422 – | 2011 CZ11           | 30 decembrie 1999* | Mauna Kea          | C. Veillet                                          |
| 275474 – | 2011 DA23           | 3 martie 2006*     | Nyukasa            | Nyukasa                                             |
| 275484 – | 4325 P-L            | 24 septembrie 1960 | Palomar            | C. van Houten, I. van Houten-Groeneveld, T. Gehrels |
| 275491 – | 1960 SR             | 24 septembrie 1960 | Palomar            | L. D. Schmadel, R. M. Stoss                         |
| 275494 – | 1993 PA             | 10 august 1993     | Stroncone          | A. Vagnozzi                                         |

## 275501–275600
| Denumire | Denumire provizorie | Data descoperirii  | Locul descoperirii  | Descoperitor(i)       |
| -------- | ------------------- | ------------------ | ------------------- | --------------------- |
| 275514 – | 1996 LU             | 12 iunie 1996      | Prescott            | P. G. Comba           |
| 275528 – | 1998 CM             | 3 februarie 1998   | Kleť                | M. Tichý, Z. Moravec  |
| 275546 – | 1998 UP2            | 20 octombrie 1998  | Caussols            | ODAS                  |
| 275558 – | 1999 RH33           | 5 septembrie 1999  | Steward Observatory | A. Gleason            |
| 275565 – | 1999 SZ9            | 27 septembrie 1999 | Ondřejov            | L. Šarounová          |
| 275566 – | 1999 TL7            | 7 octombrie 1999   | Višnjan Observatory | K. Korlević, M. Jurić |

## 275601–275700
| Denumire | Denumire provizorie | Data descoperirii | Locul descoperirii | Descoperitor(i)  |
| -------- | ------------------- | ----------------- | ------------------ | ---------------- |
| 275636 – | 2000 EJ203          | 5 martie 2000     | Cerro Tololo       | Deep Lens Survey |

## 275701–275800
| Denumire      | Denumire provizorie | Data descoperirii | Locul descoperirii | Descoperitor(i)             |
| ------------- | ------------------- | ----------------- | ------------------ | --------------------------- |
| 275727 –      | 2001 BG61           | 30 ianuarie 2001  | Junk Bond          | Junk Bond                   |
| 275728 –      | 2001 BS73           | 29 ianuarie 2001  | Kvistaberg         | Uppsala-DLR Asteroid Survey |
| 275765 –      | 2001 PT29           | 12 august 2001    | Eskridge           | G. Hug                      |
| 275785 –      | 2001 QU71           | 20 august 2001    | Terre Haute        | C. Wolfe                    |
| 275786 Bouley | 2001 QX72           | 20 august 2001    | Pic du Midi        | Pic du Midi                 |

## 275801–275900
| Denumire | Denumire provizorie | Data descoperirii  | Locul descoperirii | Descoperitor(i)            |
| -------- | ------------------- | ------------------ | ------------------ | -------------------------- |
| 275816 – | 2001 RC17           | 11 septembrie 2001 | Desert Eagle       | W. K. Y. Yeung             |
| 275841 – | 2001 SH4            | 17 septembrie 2001 | Goodricke-Pigott   | R. A. Tucker               |
| 275889 – | 2001 TW47           | 14 octombrie 2001  | Cima Ekar          | Asiago-DLR Asteroid Survey |

## 275901–276000
| Denumire         | Denumire provizorie | Data descoperirii | Locul descoperirii | Descoperitor(i) |
| ---------------- | ------------------- | ----------------- | ------------------ | --------------- |
| 275962 Chalverat | 2001 WU5            | 21 noiembrie 2001 | Vicques            | M. Ory          |